# 28. Kongress der Vereinigten Staaten
Der 28. Kongress der Vereinigten Staaten, bestehend aus dem Repräsentantenhaus und dem Senat, war die Legislative der Vereinigten Staaten. Seine Legislaturperiode dauerte vom 4. März 1843 bis zum 4. März 1845. Alle Abgeordneten des Repräsentantenhauses sowie ein Drittel der Senatoren (Klasse III) waren 1842 bei den Kongresswahlen gewählt worden. Dabei ergab sich im Senat eine Mehrheit für die Whig Party. Im Repräsentantenhaus waren die Demokraten in der Überzahl. Der Kongress tagte in der amerikanischen Bundeshauptstadt Washington, D.C. Die Vereinigten Staaten bestanden damals aus 26 Bundesstaaten. Ganz am Ende der Legislaturperiode kam mit Florida der 27. Bundesstaat hinzu, der dann im 29. Kongress erstmals vertreten war. Präsident war John Tyler. Die Sitzverteilung im Repräsentantenhaus basierte auf der Volkszählung von 1840.

## Wichtige Ereignisse
Siehe auch 1843 1844 und 1845
- 4. März 1843: Beginn der Legislaturperiode des 28. Kongresses
- 23. August 1843: Vor dem Hintergrund von Diskussionen in den Vereinigten Staaten über eine mögliche Annexion der damals unabhängigen Republik Texas erklärt der mexikanische Präsident Antonio López de Santa Anna ein solcher Schritt wäre für Mexiko ein Kriegsgrund.
- 28. Februar 1844: Während einer Vorführung einer neuen Schiffskanone auf dem Dampfer USS Princeton kommt es zu einer Explosion. Dabei sterben sieben Menschen unter ihnen sind auch Außenminister Abel P. Upshur und Marineminister Thomas Walker Gilmer.
- 12. März 1844: Die Planungen für die erste Eisenbahnstrecke (Columbus and Xenia Railroad) im Bundesstaat Ohio beginnen.
- 24. Mai 1844: Samuel F. B. Morse schickt das erste elektrische Telegramm und zwar von Washington DC nach Baltimore.
- 3. Juli 1844: Der Vertrag von Wanghia zwischen den USA und China wird unterzeichnet.
- 4. Dezember 1844: Bei den Präsidentschaftswahlen in den USA wird der Demokrat James K. Polk gewählt. Sein Amtsantritt ist am 4. März 1845.
- 1844 Bei den Kongresswahlen erringt die Demokratische Partei die Mehrheit in beiden Kammern.
- 28. Februar 1845: Der Kongress beschließt die Eingliederung von Texas in die USA. Der noch amtierende Präsident Tyler unterschreibt das entsprechende Gesetz am 1. März. Der Vollzug erfolgt am 29. Dezember 1845.
- 3. März 1845: Florida wird 27. Bundesstaat der USA.

## Die wichtigsten Gesetze
In den Sitzungsperioden des 28. Kongresses wurden unter anderem folgende Bundesgesetze verabschiedet (siehe auch: Gesetzgebungsverfahren):
- 23. Januar 1845: Presidential Election Day Act. Damit wird der Termin der Präsidentschaftswahlen auf den Dienstag nach dem ersten Montag im November eines alle vier Jahre stattfindenden Wahljahrs festgelegt.
- 3. März 1845: Zum ersten Mal in der amerikanischen Geschichte überstimmt der Kongress das Veto eines Präsidenten.

## Zusammensetzung nach Parteien

### Senat
- Demokratische Partei: 23
- Whig Party: 29
- Vakant: 0

Gesamt: 52 Stand am Ende der Legislaturperiode

### Repräsentantenhaus
- Demokratische Partei: 147
- Whig Party: 72
- Law and Order: 2
- Unabhängiger Whig: 1
- Unabhängiger Demokrat: 1

Gesamt: 223 Stand am Ende der Legislaturperiode
Außerdem gab es noch drei nicht stimmberechtigte Kongressdelegierte

## Amtsträger

### Senat
- Präsident des Senats: Vakant
- Präsident pro tempore: Willie Person Mangum (W)

### Repräsentantenhaus
- Sprecher des Repräsentantenhauses: John Winston Jones (D)

## Senatsmitglieder
Im 28. Kongress vertraten folgende Senatoren ihre jeweiligen Bundesstaaten:
| Alabama - 2. William R. King (D) bis zum 15. April 1844 - Dixon Hall Lewis (D) ab dem 22. April 1844 - 3. Arthur Bagby (D) Arkansas - 2. William Savin Fulton (D) bis zum 15. August 1844 - Chester Ashley (D) ab dem 8. November 1844 - 3. Ambrose Hundley Sevier (D) Connecticut - 1. Jabez W. Huntington (W) - 3. John Milton Niles (D) Delaware - 1. Richard H. Bayard (W) - 2. Thomas Clayton (W) Florida - 1. Vakant. Der Staat trat am 3. März 1845 in die Union ein - 2. Vakant. Der Staat trat am 3. März 1845 in die Union ein Georgia - 2. John MacPherson Berrien (W) - 3. Walter T. Colquitt (D) Illinois - 2. Samuel McRoberts (D) bis zum 27. März 1843 - James Semple (D) ab dem 4. Dezember 1843 - 3. Sidney Breese (D) Indiana - 1. Albert Smith White (W) - 3. Edward A. Hannegan (D) Kentucky - 2. James Morehead (W) - 3. John J. Crittenden (W) Louisiana - 2. Alexander Barrow (W) - 3. Henry Johnson (W) Maine - 1. John Fairfield (D) ab dem 4. Dezember 1843 - 2. George Evans (W) Maryland - 1. William Duhurst Merrick (W) - 3. James Pearce (W) Massachusetts - 1. Rufus Choate (W) - 2. Isaac C. Bates (W) Michigan - 1. Augustus Seymour Porter (W) - 2. William Woodbridge (W) | Mississippi - 1. John Henderson (W) - 2. Robert J. Walker (D) Missouri - 1. Thomas Hart Benton (D) - 3. Lewis F. Linn (D) bis zum 3. Oktober 1843 - David Rice Atchison (D) ab dem 14. Dezember 1843 New Hampshire - 2. Levi Woodbury (D) - 3. Charles G. Atherton (D) New Jersey - 1. William L. Dayton (W) - 2. Jacob W. Miller (W) New York - 1. Nathaniel Pitcher Tallmadge (W) bis zum 17. Juni 1844 - Daniel S. Dickinson (D) ab dem 30. November 1844 - 3. Silas Wright (D) bis zum 26. November 1844 - Henry A. Foster (D) Vom 30. November 1844 bis zum 27. Januar 1845 - John Adams Dix (D) ab dem 27. Januar 1845 North Carolina - 2. Willie Person Mangum (W) - 3. William Henry Haywood (D) Ohio - 1. Benjamin Tappan (D) - 3. William Allen (D) Pennsylvania - 1. Daniel Sturgeon (D) - 3. James Buchanan (D) Rhode Island - 1. William Sprague (W) bis zum 17. Januar 1844 - John Brown Francis (LO = Law and Order Party) ab dem 25. Januar 1844 - 2. James F. Simmons (W) South Carolina - 2. Daniel Elliott Huger (D) - 3. George McDuffie (D) Tennessee - 1. Ephraim Hubbard Foster (D) ab dem 17. Oktober 1843 - 2. Spencer Jarnagin (D) ab dem 17. Oktober 1843 Vermont - 1. Samuel S. Phelps (W) - 3. William Upham (W) Virginia - 1. William Cabell Rives (W) - 2. William S. Archer (W) |

## Mitglieder des Repräsentantenhauses
Folgende Kongressabgeordnete vertraten im 28. Kongress die Interessen ihrer jeweiligen Bundesstaaten:
| Alabama 7 Wahlbezirke - 1. James Dellet (W) - 2. James Edwin Belser (D) - 3. Dixon Hall Lewis (D) bis zum 22. April 1844 - William Lowndes Yancey (D) ab dem 2. Dezember 1844 - 4. William Winter Payne (D) - 5. George S. Houston (D) - 6. Reuben Chapman (D) - 7. Felix Grundy McConnell (D) Arkansas Staatsweite Wahl - Edward Cross (D) Connecticut 4 Wahlbezirke - 1. Thomas H. Seymour (D) - 2. John Stewart (D) - 3. George S. Catlin (D) - 4. Samuel Simons (D) Delaware Staatsweite Wahl - George B. Rodney (W) Florida Staatsweit - Vakant. Staat wurde erst am 3. März 1845 aufgenommen Georgia Staatsweite Wahlen - Edward Junius Black (W) - Howell Cobb (D) - Mark Anthony Cooper (D) bis zum 26. Juni 1843 - Alexander Hamilton Stephens (W) ab dem 2. Oktober 1843 - Hugh A. Haralson (D) - John Basil Lamar (D) bis zum 29. Juli 1843 - Absalom Harris Chappell (W) ab dem 2. Oktober 1843 - John Henry Lumpkin (D) - John Millen (D) bis zum 15. Oktober 1843 - Duncan Lamont Clinch (W) ab dem 15. Februar 1844 - William Henry Stiles (D) Illinois 7 Wahlbezirke - 1. Robert Smith (D) - 2. John Alexander McClernand (D) - 3. Orlando B. Ficklin (D) - 4. John Wentworth (D) - 5. Stephen A. Douglas (D) - 6. Joseph P. Hoge (D) - 7. John J. Hardin (W) Indiana 10 Wahlbezirke - 1. Robert Dale Owen (D) - 2. Thomas J. Henley (D) - 3. Thomas Smith (D) - 4. Caleb Blood Smith (W) - 5. William J. Brown (D) - 6. John Wesley Davis (D) - 7. Joseph A. Wright (D) - 8. John Pettit (D) - 9. Samuel C. Sample (W) - 10. Andrew Kennedy (D) Kentucky 10 Wahlbezirke - 1. Linn Boyd (D) - 2. Willis Green (W) - 3. Henry Grider (W) - 4. George Caldwell (D) - 5. James W. Stone (D) - 6. John White (W) - 7. William Thomasson (W) - 8. Garrett Davis (W) - 9. Richard French (D) - 10. John W. Tibbatts (D) Louisiana 4 Wahlbezirke - 1. John Slidell (D) - 2. Alcée Louis la Branche (D) - 3. John Bennett Dawson (D) - 4. Pierre Bossier (D) bis zum 24. April 1844 - Isaac Edward Morse (D) ab dem 2. Dezember 1844 Maine 7 Wahlbezirke - 1. Joshua Herrick (D) - 2. Robert P. Dunlap (D) - 3. Luther Severance (W) - 4. Freeman H. Morse (W) - 5. Benjamin White (D) - 6. Hannibal Hamlin (D) - 7. Shepard Cary (D) Maryland 6 Wahlbezirke. - 1. John Causin (W) - 2. Francis Brengle (W) - 3. John Wethered (W) - 4. John P. Kennedy (W) - 5. Jacob Alexander Preston (W) - 6. Thomas Ara Spence (W) Massachusetts 10 Wahlbezirke - 1. Robert Charles Winthrop (W) - 2. Daniel P. King (W) - 3. Amos Abbott (W) - 4. William Parmenter (D) - 5. Charles Hudson (W) - 6. Osmyn Baker (W) - 7. Julius Rockwell (W) - 8. John Quincy Adams (W) - 9. Henry Williams (D) - 10. Barker Burnell (W) bis zum 15. Juni 1843 - Joseph Grinnell (W) ab dem 7. Dezember 1843 Michigan 3 Wahlbezirke - 1. Robert McClelland (D) - 2. Lucius Lyon (D) - 3. James B. Hunt (D) Mississippi Staatsweite Wahlen - William H. Hammett (D) - Robert W. Roberts (D) - Jacob Thompson (D) - Tilghman Tucker (D) Missouri Staatsweite Wahlen - Gustavus Miller Bower (D) - James B. Bowlin (D) - James Madison Hughes (D) - John Jameson (D) - James Hugh Relfe (D) New Hampshire Alle Abgeordneten wurden staatsweit gewählt. - Edmund Burke (D) - John P. Hale (D) - Moses Norris (D) - John Randall Reding (D) New Jersey 5 Wahlbezirke - 1. Lucius Elmer (D) - 2. George Sykes (D) - 3. Isaac G. Farlee (D) - 4. Littleton Kirkpatrick (W) - 5. William Wright (W) | New York 34 Wahlbezirke. - 1. Selah B. Strong (D) - 2. Henry C. Murphy (D) - 3. Jonas P. Phoenix (W) - 4. William B. Maclay (D) - 5. Moses G. Leonard (D) - 6. Hamilton Fish (W) ab dem 4. Dezember 1843 - 7. Joseph H. Anderson (D) - 8. Richard D. Davis (D) - 9. James G. Clinton (D) - 10. Jeremiah Russell (D) - 11. Zadock Pratt (D) - 12. David L. Seymour (D) - 13. Daniel D. Barnard (W) - 14. Charles Rogers (W) - 15. Lemuel Stetson (D) - 16. Chesselden Ellis (D) - 17. Charles S. Benton (D) - 18. Preston King (D) - 19. Orville Hungerford (D) - 20. Samuel Beardsley (D) bis zum 29. April 1844 - Levi D. Carpenter (D) ab dem 5. November 1844 - 21. Jeremiah E. Cary (D) - 22. Smith Meade Purdy (D) - 23. Orville Robinson (D) - 24. Horace Wheaton (D) - 25. George O. Rathbun (D) - 26. Amasa Dana (D) - 27. Byram Green (D) - 28. Thomas J. Paterson (W) - 29. Charles H. Carroll (W) - 30. William Spring Hubbell (D) - 31. Asher Tyler (W) - 32. William A. Moseley (W) - 33. Albert Smith (W) - 34. Washington Hunt (W) North Carolina 9 Wahlbezirke - 1. Thomas Lanier Clingman (W) - 2. Daniel Moreau Barringer (W) - 3. David Settle Reid (D) - 4. Edmund Deberry (W) - 5. Romulus Mitchell Saunders (D) - 6. James Iver McKay (D) - 7. John Daniel (W) - 8. Archibald Hunter Arrington (D) - 9. Kenneth Rayner (W) Ohio 21 Wahlbezirke - 1. Alexander Duncan (D) - 2. John B. Weller (D) - 3. Robert Cumming Schenck (W) - 4. Joseph Vance (W) - 5. Emery D. Potter (D) - 6. Henry St. John (D) - 7. Joseph J. McDowell (D) - 8. John I. Vanmeter (W) - 9. Elias Florence (W) - 10. Heman A. Moore (D) bis zum 3. April 1844 - Alfred P. Stone (D) ab dem 8. Oktober 1844 - 11. Jacob Brinkerhoff (D) - 12. Samuel Finley Vinton (W) - 13. Perley B. Johnson (W) - 14. Alexander Harper (W) - 15. Joseph Morris (D) - 16. James Mathews (D) - 17. William C. McCauslen (D) - 18. Ezra Dean (D) - 19. Daniel R. Tilden (W) - 20. Joshua Reed Giddings (W) - 21. Henry R. Brinkerhoff (D) bis zum 30. April 1844 - Edward S. Hamlin (W) ab dem 8. Oktober 1844 Pennsylvania 24 Wahlbezirke - 1. Edward Joy Morris (W) - 2. Joseph Reed Ingersoll (W) - 3. John T. Smith (D) - 4. Charles Jared Ingersoll (D) - 5. Jacob Senewell Yost (D) - 6. Michael Hutchinson Jenks (W) - 7. Abraham Robinson McIlvaine (W) - 8. Jeremiah Brown (W) - 9. John Ritter (D) - 10. Richard Brodhead (D) - 11. Benjamin Alden Bidlack (D) - 12. Almon Heath Read (D) bis zum 3. Juni 1844 - George Fuller (D) ab dem 2. Dezember 1844 - 13. Henry Frick (W) bis zum 1. März 1844 - James Pollock (W) ab dem 5. April 1844 - 14. Alexander Ramsey (W) - 15. Henry Nes (unabhängiger Demokrat) - 16. James Black (D) - 17. James Irvin (W) - 18. Andrew Stewart (W) - 19. Henry Donnel Foster (D) - 20. John Dickey (W) - 21. William Wilkins (D) bis zum 14. Februar 1844 - Cornelius Darragh (W) ab dem 26. März 1844 - 22. Samuel Hays (D) - 23. Charles Manning Reed (W) - 24. Joseph Buffington (W) Rhode Island 2 Wahlbezirke - 1. Henry Y. Cranston (Law and Order Party) - 2. Elisha Reynolds Potter (Law and Order Party) South Carolina 7 Wahlbezirke - 1. James A. Black (D) - 2. Richard F. Simpson (D) - 3. Joseph A. Woodward (D) - 4. John Campbell (D) - 5. Armistead Burt (D) - 6. Isaac E. Holmes (D) - 7. Robert Rhett (D) Tennessee 11 Wahlbezirke - 1. Andrew Johnson (D) - 2. William Tandy Senter (W) - 3. Julius W. Blackwell (D) - 4. Alvan Cullom (D) - 5. George Washington Jones (D) - 6. Aaron V. Brown (D) - 7. David W. Dickinson (W) - 8. Joseph Hopkins Peyton (W) - 9. Cave Johnson (D) - 10. John Baptista Ashe (W) - 11. Milton Brown (W) Vermont 4 Wahlbezirke - 1. Solomon Foot (W) - 2. Jacob Collamer (W) - 3. George Perkins Marsh (W) - 4. Paul Dillingham (D) Virginia 15 Wahlbezirke - 1. Archibald Atkinson (D) - 2. George Dromgoole (D) - 3. Walter Coles (D) - 4. Edmund W. Hubard (D) - 5. Thomas Walker Gilmer (D) bis zum 16. Februar 1844 - William L. Goggin (W) ab dem 25. April 1844 - 6. John Winston Jones (D) - 7. Henry A. Wise (D) bis zum 12. Februar 1844 - Thomas H. Bayly (D) ab dem 6. Mai 1844 - 8. Willoughby Newton (W) - 9. Samuel Chilton (W) - 10. William Lucas (D) - 11. William Taylor (D) - 12. Augustus A. Chapman (D) - 13. George Washington Hopkins (D) - 14. George W. Summers (W) - 15. Lewis Steenrod (D) |

Nicht stimmberechtigte Mitglieder im Repräsentantenhaus:
- Florida-Territorium: David Levy Yulee (D)
- Iowa-Territorium: Augustus C. Dodge (D)
- Wisconsin-Territorium: Henry Dodge (D)